# Jean-Baptiste-Camille de Canclaux
Jean-Baptiste Camille de Canclaux est un militaire et un homme politique français, né le 2 août 1740 à Paris et mort le 27 décembre 1817, dans la même ville. Général de la Révolution, il devient sénateur sous le Premier Empire et membre de la Chambre des pairs sous la Restauration française.

## Biographie

### Ancien Régime
Issu d'une famille de magistrats, il entre à l'École de cavalerie de Besançon, puis sert comme volontaire au régiment de Fumel cavalerie le 1er juin 1756, où il devient cornette le 1er février 1757. Au cours de la guerre de Sept Ans, il fait les six dernières campagnes, dont celle de Hanovre ou il participe à la bataille de Minden, devient capitaine le 30 mai 1760, et il est réformé en avril 1763, après la signature du traité de Paris.
Il reprend du service comme aide-major le 11 avril 1763, au régiment de Conti-Dragons, et il retourne à l'école de Besançon, y professe la théorie des grandes manœuvres de cavalerie. Il publie aussi un livre de tactique : Instruction à l'usage du régiment de dragons Conti. Il attire sur lui l'attention du ministre de la Guerre, le duc de Choiseul, qui le nomme major 12 décembre 1768.
Mestre de camp le 26 janvier 1773, avec rang de colonel, il est fait chevalier de Saint-Louis le 3 mars 1774. Le 10 mars 1781, il commande le régiment de Conti. Brigadier au 1er janvier 1784, il est promu maréchal de camp le 10 mars 1788.

### Révolution française

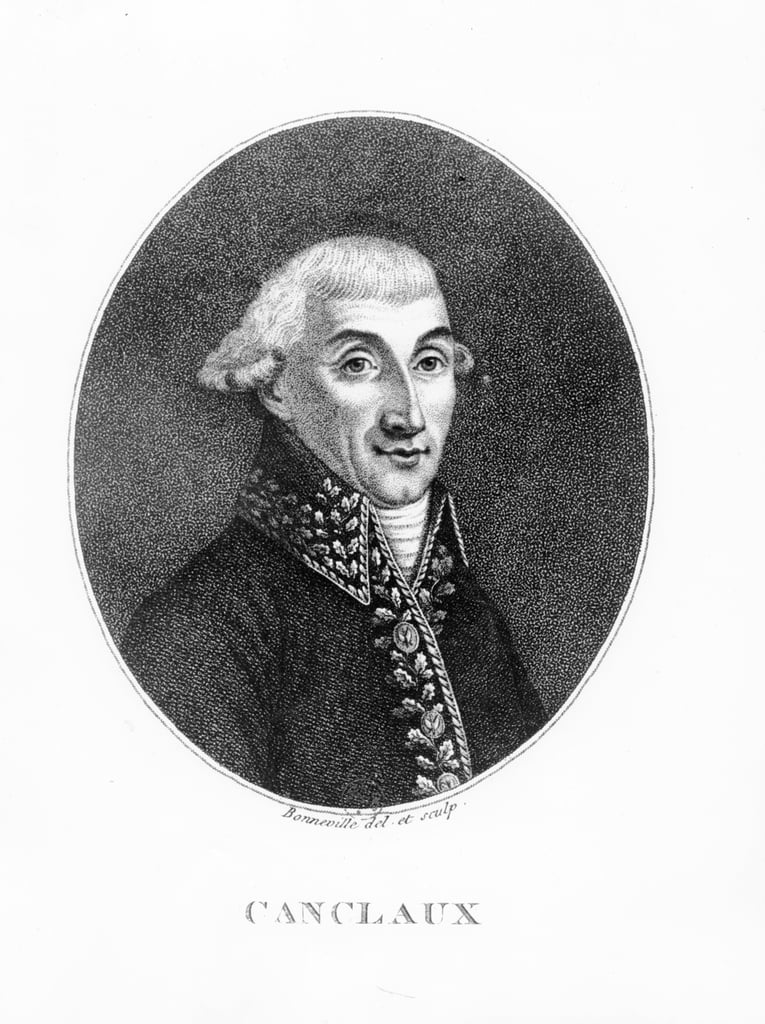
Portrait du général Canclaux, gravure de François Bonneville, fin XVIIIe ou début XIXe.

La Révolution ayant amené une organisation nouvelle de l'armée, il est chargé en 1790, ainsi que plusieurs officiers généraux, de vérifier les comptes des régiments et de recueillir leurs griefs. Quand la Guerre de Vendée débute en 1792, il y est envoyé pour réprimer les mouvements qui commencent à s'y manifester. Il s'y fait remarquer par sa modération et son esprit conciliateur, et le 8 juillet 1792, près de Quimper, il remporte une victoire importante.
Élevé au grade de lieutenant-général le 7 septembre 1792, il reçoit la mission de veiller à l'embarquement à Brest des troupes pour Saint-Domingue et combat les paysans révoltés du Léon, notamment lors de la bataille de Kerguidu, le 24 février 1793.
Il est nommé commandant en chef de l'armée des Côtes de Brest, le 10 avril 1793, et défend victorieusement Nantes le 29 juin 1793 contre l'attaque de l'armée vendéenne. Face aux 50 000 Vendéens commandés par Jacques Cathelineau, Canclaux dispose d'à peine 12 000 hommes, et les assaillants sont cependant repoussés après des combats opiniâtres et meurtriers.
Après les échecs de Kléber à la bataille de Tiffauges, le 18 septembre et de Beysser à la bataille de Montaigu, le 21 septembre, et malgré un succès à Saint-Symphorien, le 29 septembre, il est suspendu de son commandement puis destitué le 1er octobre 1793 du fait de son ascendance noble et du contexte de Terreur qui règne alors en France. Il se retire dans ses terres, au château du Saussay (Essonne).
Il ne réintègre l'armée qu'après la chute de Robespierre et est nommé commandant en chef de l'armée de l'Ouest. Il seconde Hoche lors du débarquement des émigrés à Quiberon, en lui envoyant à propos les renforts dont il a besoin. Il cesse ses fonctions le 29 août 1795, et se voit autorisé à prendre sa retraite à compter du 16 octobre 1795.
Envoyé dans le Midi, en 1796, pour y organiser l'armée destinée à passer en Italie, il est nommé, fin 1796, ministre plénipotentiaire à la cour de Naples, et y remplit ces fonctions jusqu'en 1797.

### Consulat et Empire
Après le coup d'État du 18 Brumaire, il adhère à la politique de Bonaparte et le premier Consul l'affecte au commandement de la 14e division militaire de Caen, le 17 frimaire an VIII (5 décembre 1799) en le chargeant de concert avec le général Hédouville, d'achever la pacification de la Vendée. Il est nommé le 24 juillet 1801, inspecteur général de cavalerie à la 2e armée de réserve et à celle des Grisons, et se voit décerner la Légion d'honneur, le 11 décembre 1803. Le 4 pluviôse de la même année (25 janvier 1804), le collège électoral de Seine-et-Oise le présente au Sénat conservateur, qui l'admet parmi ses membres le 30 vendémiaire an XIII (22 octobre 1804), et le choisit comme secrétaire l'année d'après. Il est fait grand officier de la Légion d'honneur par Napoléon, le 14 juin 1804.
Commandant des gardes nationales de la Seine-Inférieure et de la Somme, il est créé comte de l'Empire en octobre 1808, puis nommé commissaire extraordinaire dans le département d'Ille-et-Vilaine le 26 décembre 1813. Il vote en 1814, la déchéance de Napoléon Ier.

### Restauration
Aussi Louis XVIII le comprit-il, le 4 juin 1814, sur la liste des pairs de France, et le fait le 23 août suivant commandeur de Saint-Louis. Il se rallie à la Restauration et refuse la pairie, offert par l'Empereur, à son retour de l'île d'Elbe, avant de reprendre, sous les Bourbons le 10 août, son siège au palais du Luxembourg. Lors du procès du maréchal Ney, il vote pour la mort.

## Union et postérité
Canclaux épouse le 29 décembre 1775 à Paris, Claudine de Sauvan d'Aramon (1755-1786), dont il a une fille unique : Marie-Geneviève-Joséphine (Paris, 28 mai 1785 - Gambais, 7 octobre 1849), mariée en premières noces à Auguste François-Marie de Colbert-Chabanais, puis, devenue veuve, à Pierre Arnauld de La Briffe le 20 octobre 1814.
Veuf lui aussi, Canclaux, convole en secondes noces (1796) avec Louise-Pierrette Claye-Vidi, sans postérité.
Canclaux habite le château du Saussay qu'il embellit par la construction de deux pavillons à l'entrée du château.
Il est inhumé au cimetière de Ballancourt-sur-Essonne (Essonne).

## Titres
- Comte Canclaux et de l'Empire (lettres patentes de mai 1808, Bayonne) ;
- Pair de France[2],[3] :
  - Pair « à vie » par l'ordonnance du 4 juin 1814,
  - Confirmation de pairie à titre héréditaire par l'ordonnance du 19 août 1815 ;
  - Titre de comte-pair héréditaire le 31 août 1817, (lettres patentes du 20 décembre 1817, sans majorat).

## Distinctions
- Légion d'honneur[4] :
  - Légionnaire (19 frimaire an XII : 11 décembre 1803), puis,
  - Grand officier de la Légion d'honneur (25 prairial an XII : 14 juin 1804).
- Ordre de Saint-Louis :
  - Chevalier (1773), puis,
  - Commandeur de Saint-Louis (25 août 1814).

## Armoiries
| Figure | Blasonnement |
|        | Armes des Canclaux D'argent, à trois merlettes de sable, au chef bandé d'or et d'azur. |
|        | Armes du comte Canclaux et de l'Empire Écartelé ; au premier de comte sénateur ; au deuxième et troisième d'argent à trois merlettes de sable posées en fasce, chef bandé d'or et d'azur de six pièces ; au quatrième de gueules à la fasce d'argent chargée d'une coquille de sable accompagnée de trois molettes d'éperon d'or, deux en chef une en pointe (de Bragelongne)., - Livrées : rouge, bleu, jaune et blanc. |
|        | Armes du comte « de » Canclaux, pair de France Écartelé : au 1er et 4e d'argent, à trois merlettes de gueules, rangées en fasce ; au chef bandé d'azur et d'or de six pièces (de Canclaux) ; aux 2e et 3e de gueules, à la fasce d'argent, chargée d'une coquille de sable et accompagnée de trois molettes d'or (de Bragelongne).,                                                                                      |

## Hommages
- Son nom est gravé sous l'arc de triomphe de l'Étoile (côté Ouest).
- Place Canclaux, à Nantes.
- Quartier Canclaux de l'École des Sous-Officiers d'Active (ENSOA), à Saint-Maixent-l'École (Deux-Sèvres).